# Органические нитраты
Нитроэфиры (O-нитросоединения, органические нитраты) — органические соединения, содержащие одну или несколько групп -О-NO2, соединённых ковалентной связью с атомом углерода, сложные эфиры азотной кислоты и спиртов.

## Свойства
Алифатические нитроэфиры — обычно бесцветные или желтоватые жидкости (низшие алифатические алкилнитраты, нитроэфиры этиленгликоля и глицерина) либо твёрдые вещества (пентаэритриттетранитрат, нитроцеллюлозы), хорошо растворимые в органических растворителях. Нитроэфиры склонны при хранении к разложению, примеси кислот увеличивают скорость разложения. Многие нитроэфиры чувствительны к ударам и детонации и способны разлагаться со взрывом.
В ИК-спектрах присутствуют полосы 1272—1282 и 1626—1634 см−1 симметричных и антисимметричных колебаний группы NO2, в спектрах ЯМР алифатических нитроэфиров сигнал α-атомов водорода сдвинут в слабое поле на 0.5-0.7 м.д. по отношению к сигналам α-атомов водорода соответствующих спиртов.

## Синтез
В промышленности алкилнитраты синтезируют этерификацией спиртов концентрированной азотной кислотой, нитрующей смесью (смесью азотной и серной кислот) или, в случае чувствительных к сильнокислотным средам спиртов, смесью азотной кислоты и уксусного ангидрида; для стабилизации образующихся в ходе реакции алкилнитратов иногда в реакционную смесь добавляют мочевину.
В лабораторных условиях одним из методов получения нитратов является реакция алкилгалогенидов с нитратами некоторых переходных металлов — алкилгалогенидов с нитратом серебра, аллил- бензил- и алкилбромидов с HgNO3 в глиме (диметиловом эфире этиленгликоля):
{\displaystyle {\mathsf {RHal+MNO_{3}\rightarrow RONO_{2}+MHal}}}
Сходным методом синтеза является взаимодействие алкилхлоркарбонатов с нитратом серебра в пиридине:
{\displaystyle {\mathsf {ROCOCl{\xrightarrow[{}]{AgNO_{3}}}[ROCONO_{2}]\rightarrow RONO_{2}+CO_{2}}}}
Алкилнитраты также синтезируются этерификацией спиртов смешанными ангидридами азотной и карбоновых кислот (ацилнитратами) или тетрафторборатом нитрония NO2+BF4−.
1,2-динитроэфиры могут быть получены взаимодействием алкенов с нитратом таллия Tl(NO3)3 в пентане:
{\displaystyle {\mathsf {RCH{\text{=}}CH_{2}+Tl(NO_{3})_{3}\rightarrow RCH(ONO_{2})CH_{2}ONO_{2}}}}

## Применение
Наиболее крупнотоннажным нитроэфиром являются нитроцеллюлозы, использующиеся для производства бездымных порохов и ранее широко применявшиеся для производства целлулоида и нитроэмалей.
Многие нитроэфиры используются в качестве взрывчатых веществ — как индивидуально, так и в составе композиций. Так, тринитроцеллюлоза (пироксилин) является основой бездымных порохов, в случае кордита и баллиститов она желатинизируется нитроглицерином и нитрогликолем; эти же соединения входят в состав динамитов.
Пентаэритриттетранитрат (ТЭН) используется в качестве инициирующего (детонирующие шнуры, детонаторы) и бризантного (в кумулятивных снарядах) взрывчатого вещества.
Некоторые нитроэфиры нашли медицинское применение в качестве антиангинальных средств, в первую очередь, для купирования и предупреждения приступов стенокардии и других проявлений коронарной недостаточности; наиболее широко в этом качестве используются нитроглицерин и моно- и динитрат изосорбида.